# 印度网藓
印度网藓（学名：Syrrhopodon gardneri）为花叶藓科网藓属下的一个种。

## 扩展阅读
- 維基物種上的相關：印度网藓